# Crypta Romana
La Crypta Romana è un tunnel scavato nel tufo sotto la collina di Cuma.
La galleria attraversa in direzione est-ovest l'acropoli di Cuma, con una curva sotto il Tempio di Apollo, collegando l'area del foro con il mare. La sua realizzazione rientra nell'insieme di opere di potenziamento militare volute da Marco Vipsanio Agrippa (stratega di Ottaviano Augusto) e progettate da Lucio Cocceio Aucto nel 37 a.C., comprendenti la costruzione del nuovo Portus Iulius e il suo collegamento con il porto di Cuma tramite la cosiddetta Grotta di Cocceio e la stessa Crypta Romana.
Con lo spostamento della flotta dal Portus Iulius al porto di Miseno nel 12 a.C. e la fine della Guerra civile tra Ottaviano e Marco Antonio nel 31 a.C. il tunnel perse il suo interesse strategico. In età cristiana fu utilizzato come area cimiteriale; nel VI secolo il generale bizantino Narsete, durante l'assedio di Cuma, cercò di utilizzarlo per raggiungere la città, ma i nuovi cunicoli scavati ne indebolirono la struttura e una vasta sezione della volta crollò, rendendo la galleria impraticabile e destinata all'oblio.
Fu riportata alla luce tra il 1925 e il 1931 dall'archeologo Amedeo Maiuri.